# الدوري الإسباني الدرجة الثانية ب 1989–90
الدوري الإسباني الدرجة الثانية بي 1989–90 (بالإسبانية: Segunda División B de España 1989-90)‏ هو موسم من الدوري الإسباني الدرجة الثانية بي. فاز فيه نادي ألباسيتي.